# Caenotropus mestomorgmatos
Caenotropus mestomorgmatos is een straalvinnige vissensoort uit de familie van de zilverkopstaanders (Chilodontidae). De wetenschappelijke naam van de soort is voor het eerst geldig gepubliceerd in 1995 door Vari, Castro & Raredon.